# Nephrotoma sichuanensis
Nephrotoma sichuanensis är en tvåvingeart som beskrevs av Yang 1990. Nephrotoma sichuanensis ingår i släktet Nephrotoma och familjen storharkrankar. Inga underarter finns listade i Catalogue of Life.